# パントー・フランチェスコ
パントー・フランチェスコ（Pantò Francesco、1989年12月13日 - ）は日本とイタリアの精神科医・医学博士、作家。
日本とイタリアで研鑽を重ねた精神科分野と心療内科分野の知見に、日本の漫画・アニメ・ゲーム文化の物語療法を用いた、独自の若年層向けのメンタルヘルスケアである「アニメ療法」を提唱している。

## 経歴
シチリアでの幼少期に、美や愛の力で世界を救う美少女戦士セーラームーンに感銘をうけ、多くのアニメ・漫画文化に触れるうちに、将来日本に住むことを決意する。
2012年　『名探偵コナン』全話を見て独学で日本語を学び、日本語能力試験N1に一発合格。日在イタリア日本国大使館（RM）試験合格、（文部科学省） 日本政府（文部科学省）の奨学金を獲得。
2014年9月　カトリカ大学病院にて臨床研修
2015年  イタリア医師免許を取得。筑波大学大学院人間総合科学研究科疾患制御医学専攻博士課程研究生となり、斎藤環教授に師事する。
2016年　筑波大学大学院人間総合科学研究科臨床科学専攻（社会精神医学・精神保健学分野）に正規生として入学する。                                                             
2018年　第112回日本医師国家試験に合格し、イタリア人で初めての日本医師免許所得。また欧日両方の医師資格を保有することとなる。厚生労働省依頼の研究である「児童虐待事例データベースを用いた児童虐待の予防・早期介入システムの開発」（ 研究責任者：森田 展彰）の非常勤研究員となる。
2019年  慶応義塾大学病院にて初期研修医となる。                                                            
2021年　慶応義塾大学病院精神神経科教室に入局し、精神科医専修医の助手となる。
2022年5月　日本永住権を取得。
2022年12月17日　『アニメ療法～心をケアするエンターテインメント』 （光文社新書）を上梓。
2023年3月　筑波大学大学院人間総合科学研究科 疾患制御医学専攻博士課卒業、博士号取得。卒業論文『物語作品を用いる若年層向けのメンタルヘルスケア、新介入方法の開発に関する研究』。
2023年5月17日　『イタリア人の僕が日本で精神科医になったわけ』（漫画：野宮レナ、イースト・プレス）を上梓。
2023年9月13日　『日本のコミュニケーションを診る～遠慮・建前・気疲れ社会』（光文社新書）を上梓。
2024年2月15日　『イタリア人精神科医パントー先生が考える しあわせの処方箋』(あさ出版)を上梓。
2024年5月30日『アニメ療法』が立命館大学の入試問題に使用され、『2025ー27年版　大学赤本シリーズ「立命大館大学（国語（大学統一式3日程x３カ年）』（世界理想社教学社）に掲載。
2024年6月2０日『実践アニメ療法　臨床で役立つ物語の処方箋物語りの処方箋』（中外医学社）を上梓。

## 著作
- 『Vite in quarantenaKimerik』(イタリア出版の本において共著、2021年4月)
- 『アニメ療法～心をケアするエンターテインメント』 (光文社新書 2022年12月17日)
- 『イタリア人の僕が日本で精神科医になったわけ』 (漫画：野宮レナ、イースト・プレス、2023年5月17日)
- 『日本のコミュニケーションを診る～遠慮・建前・気疲れ社会』  (光文社新書、2023年9月13日)
- 『イタリア人精神科医パントー先生が考える しあわせの処方箋』（あさ出版、2024年2月15日）
- 『発達障害かと思ったら、統合失調症の一部でした』イーストプレス、遠藤一同著、精神科内容共著（2023年9月20日）
- 『実践アニメ療法　臨床で役立つ物語の処方箋物語りの処方箋』（2024年6月20日）

## 取材
- 『異言語の地、日本で引きこもり専門医に。イタリア人初の精神科医、パントーフランチェスコさんインタビュー』（Hikiposひきポス、2019年 4月1日）
- 『 パントーフランチェスコさん＝引きこもりの「アニメ療法」を開発するイタリア人精神科医 』（毎日新聞、2019年9月6日）
- 『 イタリア人医師が考える日本に引きこもりが多い理由』（Business Insider、Torus by ABEJA   2019年12 月 10 日）
- 『プレイするだけで癒されるゲームを作りたい、日本初のイタリア人精神科医フランさんのインタビュー』（Hikiposひきポス、2021年 9 月 2 日） 『「本音と建前」が心をむしばむ――イタリア人精神科医が見つめる日本人の不調』（Yahoo News、  2022年1月）
- 『アニメ療法 パントーフランチェスコ』 （日本経済新聞、2023年1月21日）
- 『映画を使ってカウンセリング自己啓発や不安の緩和をもたらした治療の現場』(yahoo news Smart FLASH、2023年1月23日）
- 『アニメ療法を活用でメンタルヘルス治療に楽さを』（Beyond Health、2023年2月2日）
- 『多士才々　アニメを活用し心のケア』（岩手日報、2023年 2月 3日）
- 『多士才々 精神科医のパント‐フランチェスコさんアニメ療法で心のケアを』（信濃毎日新聞デジタル、2023年2月9日）
- 『日本語を学び7年医師になったイタリア人青年の原動力はアニメ』（朝日新聞デジタル、2023年 4月 16 日）
- 『イタリア人精神科医が解き明かす心に効くアニメ』（News Picks、2023年 5月 6日）
- 『アニメ療法、AIカウンセラーの時代がやってくる』（News Picks、2023年 5月 7日）
- 『日本のアニメに衝撃を受け来日、精神科医になった』（朝日新聞、2023年 5月 23日）
- 『『イタリア人の僕が日本で精神科医になったわけ』を上梓 - パントー・フランチェスコ医師に聞く◆Vol.1 』（m3.com、2023年6月11日）
- 『大学院生として留学し国試合格、日本で臨床医の道へ - パントー・フランチェスコ医師に聞く◆Vol.2』（m3.com、2023年6月16日）
- 『日本で「アニメ療法」専門のクリニック開業が夢 - パントー・フランチェスコ医師に聞く◆Vol.3』（m3.com、2023年6月13日）
- 『OGGI vol.26』イタリアの週刊誌、特集記事（2023年6月22日）
- 『アニメで癒やし<１>「オタ活」イタリア人医師』（読売新聞夕刊、紙媒体、オンライン版［しあわせ小箱］、2023年7月3日）
- 『アニメで癒やし<2>　救世主はセーラームーン』（読売新聞夕刊、紙媒体、オンライン版［しあわせ小箱］、2023年7月4日）
- 『アニメで癒やし<3>　漢字でカルテ、難関突破』（読売新聞夕刊、紙媒体、オンライン版［しあわせ小箱］、2023年7月5日）
- 『アニメで癒やし<4>　目を見て診察　本音を引き出す』（読売新聞夕刊、紙媒体、オンライン版［しあわせ小箱］、2023年7月6日）
- 『アニメで癒やし<5> 物語の力、遊び心を治療に』（読売新聞夕刊、紙媒体、オンライン版［しあわせ小箱］、2023年7月7日）
- 『イタリア人精神科医、提唱する日本のアニメを用いたアニメ療法とか？』(看護展望8月号、2023年7月25日)
- 『 l`animazione come terapia』イラストレーター米山舞と対談・特集取材（イタリアの国営新聞『 Il MANIFESTO』、2023年8月19日）
- 『Lui e` il 33enne psichiatra messinese Francesco Panto , ma in Giappone e` il dottor Manga』（La Gazzetta del SUD (南イタリアの国営新聞）、2023年9月10日）
- 『日本のコミュニケーションを診る』書籍紹介（NIKKEI記事（新書・文庫）、2023年9月23日）
- 『来日して気付いた日本とイタリアのコミュニケーションの決定的な違い』（光文社記事、2023年9月28日）
- 『幻聴・幻視なし　体のだるさ、キレやすさに悩み…漫画家・遠藤一同さんが語る「統合失調症の一部」とは？インタビュー』（読売新聞、2023年10月27日）
- 『「アニメ療法」こころポジティブに　提唱のイタリア出身医師がシンポ』（朝日新聞、2023年11月5日）
- 『アニメ療法「失敗から立ち直る力に」　イタリア出身、提唱の精神科医が効果語る』（神戸新聞、2023年11月16日）
- 『日本のコミュニケーションを診る｜馬場紀衣の読書の森 vol.28』（光文社新書書評、2023年11月18日）
- 『「文化精神医学」「物語療法」「アニメ療法」について学ぶ』（国際精神保険 Ameba紹介、2023年11月22日）
- 『「行動する傍観者　見過ごしたくない時「おせっかい」していいですか」』（朝日新聞、2023年12月16日）
- 『「日本人はもっと怒っていい」イタリア人精神科医が危惧する息苦しさの正体]（DIAMOND onlineインタビュー、2023年12月20日）
- 『ヨミドクター。カギは日本人の「迷惑ノイローゼ」か…イタリア人医師が語る精神医療の「脱施設化」とは』（読売新聞インタビュー、2023年12月31日）
- 『書評「日本のコミュニケーションを診る」共感と勇気の対話が日本社会の幸福を生み出す。』（WEB第三文明、2024年1月31日）
- 『「毎日書評」イタリア人精神科医パントー先生が気づいた「日本人の生きづらさ」への答え』（LIFE HACKER書評、2024年2月29日）
- 『イタリア人精神科医が語る「日本人の生きづらさ」「日本精神衛生会、記事執筆担当、アニメ療法とは何か？察する」ことで自身の感情表現を蝕んでいる。』（東洋経済 ONLINE 書評、2024年3月13日）
- 『日本アニメと精神治癒力　精神科医 パントー・フランチェスコさん』（Maintainable(R)ペーパーマガジン２号、2024年3月15日）

## 連載・寄稿
- 『心の不調に対する「アニメ療法」の可能性 [第1回] 何をもって病気とするのか？――文化精神医学を知る』（医学書院、医学界新聞、2023年7月24日）
- 『心の不調に対する「アニメ療法」の可能性[第2回] 文化的・社会的背景が心の不調に与える影響』（医学書院、医学界新聞、2023年8月7日）
- 『僕が日本で精神科医になったわけ』（全日本民主医療機関連合会、機関誌「いつでも元気」巻頭エッセイ寄稿、2023年9月）
- 『アニメ療法とは何か？』（日本精神衛生会、記事執筆、2023年9月）
- 『心の不調に対する「アニメ療法」の可能性 [第3回] 日本人の「本音」と「建前」の不思議』（医学書院、医学界新聞、2023年9月19日）
- 「発達障害かと思ったら統合失調症の一部でした」イーストプレス、遠藤一著。医学の専門的文書にて共著
- 『心の不調に対する「アニメ療法」の可能性[第4回] 恥と迷惑――同調圧力がもたらす精神への影響』（医学書院、医学界新聞、2023年10月17日）
- 『物語が持つ癒しの力』（いつも元気、巻頭エッセイ寄稿、2023年10月20日）
- 『心の不調に対する「アニメ療法」の可能性[第5回] 物語がメンタルにプラスの作用をもたらす仕組み①』（医学書院、医学界新聞、2023年11月20日）
- 『心の不調に対する「アニメ療法」の可能性[第6回] 物語がメンタルにプラスの作用をもたらす仕組み②』（医学書院、医学界新聞、2023年12月18日）
- 『心の不調に対する「アニメ療法」の可能性[第7回] 物語療法の手法1映画療法について』（医学書院、医学界新聞、2024年1月29日）
- 『心の不調に対する「アニメ療法」の可能性[第8回] 物語療法の手法2読書療法について』（医学書院、医学界新聞、2024年2月19日）
- 『心の不調に対する「アニメ療法」の可能性[第9回]  「アニメ療法」を提唱する』（医学書院、医学界新聞、2024年3月18日）
- 『心の不調に対する「アニメ療法」の可能性[第10回] 「アニメ療法の長所と課題』（医学書院、医学界新聞、2024年4月9日）
- 『心の不調に対する「アニメ療法」の可能性[第11回] 「アニメ療法の展望と期待』（医学書院、医学界新聞、2024年5月14日）
- 『エドガルドモルターラ ある少年の数奇な運命( kidnapped by Marco Bellocchio )』　映画PRコメント寄稿（2024年4月26日）
- 『感情の抑圧が病気につながる！？「我慢」という怪物に遭遇したら…』（小学館 Oggi.jp 連載 2024年5月11日）
- 『イタリア人精神科医が回答「同調圧力」に負けない方法』（小学館 Oggi.jp 連載 2024年5月11日）
- 『弱い自分を出せずに苦しい…イタリア人精神科医がアドバイス』（小学館 Oggi.jp 連載 2024年5月15日）
- 『イタリア人精神科医に聞いてみた！恋愛をもっと楽しむ方法』（小学館 Oggi.jp 連載 2024年5月20日）
- 『イタリア生まれの精神科医パントーフランチェスコさん、日本人とのコミュニケーションで起こりやすい心の課題とアニメの秘めた可能性』(Team D.I. Living in Japan Online Salon Vol.19)

## 出演・講演
- Sunday Good Vibes!! Fm yokohama 84.7　朝海ルナDJ ゲスト出演（2023年6月25日）
- NHK World Japanophiles: Francesco Panto　Japanology Plusメインキャストドキュメンタリー出演（2023年8月4日）
- NACK5 ラジオ　SMILE LEARNING出演、初日、「何をやるにも心配、臆病な方のケア」、無職転生、異世界行ったら本気だす（2023年8月8日）
- NACK5 ラジオ　SMILE LEARNING出演、2日目　「恋愛に臆病な方の対処方法」　ヲタクに恋が難しい』（2023年8月9日）
- NACK5 ラジオ　SMILE LEARNING出演、最終回　「作品鑑賞のコツ」』（2023年8月11日）
- 『イタリア人精神科医と語るアニメと日本の可能性』（YouTubeミヤカワラジオチャネルゲスト出演、2023年8月19日）
- 『日本科学振興協会JAAS学会　エンターテイメントにおけるヘルスケアの可能性についてシンポジウム』株式会社ポケモン寺田佑貴氏（ポケモンスリープ開発担当者）とのパネルディスカッション（2023年10月7日）
- 『医療現場におけるアニメ療法の可能性』杏林大学看護学科特別授業（2023年10月20日）
- 『日本のコミュニケーションを診る　遠慮・建前・気疲れ社会』出版記念イベント（紀伊國屋新宿本店、2023年11月7日）
- 『日本も知らなかったアニメ療法』植田益朗プロデューサーと対談（兵庫県保険医協会、国際部シンポジウム　2023年11月4日）
- 『「推し文化が日本エンタメの弱点」』（YouTube PIVOT クロクネ出演、2023年12月16日）
- 『「日本のコンテンツはなぜ世界を熱狂させるのか」』（YouTube PIVOT クロクネ出演、2023年12月21日）
- 『Tommaso in Giappone 、Come viene affrontata la malattia mentale in Giappone.』（You Tube出演、2024年1月5日）
- 『NHK Word Japan, Where We Call Home ; Trust in the Healing Power of Anime 』（特集ドキュメンタリー出演、2024年1月15日ー16日）
- 『日本アニメと精神治癒力』Maintainable NEWS Podcast（2024年1月15日）
- 『アニメで治す精神科医』NHK BS、103、BSプレミアム4K、BS8K、ラジオ第1、ラジオ第2、FM, Where We Call Home（2024年1月23日）
- 『イタリア出身医師が日本で精神科医として働く理由（逆留学医師）』(Youtube チームWADA 出演、2024年3月31日)
- 『日本のコミュニケーションを診る、イタリア人精神科医が語るアニメと日本の可能性』（Club Polyculture Reunion 講演会、2024年5月12日）
- 『Medico Italiano In Giappone , Francesco , medico in Giappone che cura con gli anime e i manga』（Un medico italiano in Svizzera、You tube出演、2024年5月26日）

## 論文
- 「増加する「発達障害キャラ」の社会文化的背景について」（Panto Francesco、斎藤環、第６３回病跡学会、2016年6月）
- 「ひきこもり当事者が物語の作品鑑賞することの治療的意義について」
- (インタビュー調査に基づく検討)（ Panto Francesco 、斎藤 環、第37回日本思春期学会 、2018年3月）
- 「Believe your light BYL a new generation functional game, fun and mental health at once」
- （Digra Japan、日本デジタルゲーム学会発表、2022年2月）
- 「The correlation between enjoying fictional　narratives and empathy in Japanese Hikikomori」（F1000research 、Panto, F., Saito, T., Morita, N., & Ogai, Y. 、2021）
- 「Mental health care for young people using video games: a pilot RCT on the development of a new intervention method toward Hikikomori and Futōkō」(Francesco Panto, Tamaki Saito, Nobuaki Morita et al、2022)